# ジェイク・シンクレア (音楽プロデューサー)
ジェイコブ・スコット・シンクレア（Jacob Scott Sinclair、1985年生まれ）は、アメリカ合衆国の音楽プロデューサー、ソングライター、レコーディング・エンジニア。これまでにウィーザー、フォール・アウト・ボーイ、パニック!アット・ザ・ディスコ、ファイヴ・セカンズ・オブ・サマー、P!NK、ニュー・ポリティックス、アンドリュー・マクマホン・イン・ザ・ワイルダーネス、ジン・ウィグモア、トレインなど多数のアーティストの作品の作詞作曲やプロデュースを手がけた。

## 経歴
アイダホ州ボイシで生まれ、7歳の時に音楽を演奏するようになる。11歳の時に友人に楽器を購入するように説得して自身初となるバンドを結成し、地元の教会のバンドで父とともに演奏して技術を磨いた。
2003年にマイケル・トレント（ボーカル/ギター）、ケネス・ハリス（ギター/キーボード/ボーカル）、アダム・C・ブレイク（ドラム）らとザ・フィルムズを結成し、バンド内ではベースとボーカルを担当。同バンドでの活動期にブッチ・ウォーカーと出会い、ニューヨークからロサンゼルスに移住し、師匠となったウォーカーのもとで音響技術を学んだ。なお、ザ・フィルムズは2010年のヨーロッパツアー後に解散した。
2013年に発売されたニュー・ポリティックスのシングル曲「Harlem」の作詞作曲、楽器演奏、プロデュース、録音、ミキシングを手がける。同作はアメリカレコード協会から2017年6月29日付でゴールド認定を受けた。同じくシンクレアが作詞作曲やプロデュースなどを手がけ、翌年に発売されたファイヴ・セカンズ・オブ・サマーのシングル曲「シー・ルックス・ソー・パーフェクト」はオーストラリアレコード産業協会から2014年12月3日付でダブル・プラチナ認定を受けた。「シー・ルックス・ソー・パーフェクト」は同年のARIAミュージック・アワードで最優秀年間楽曲賞を受賞した。
その後エコー・パークに移った後、2015年4月にパニック!アット・ザ・ディスコのフロントマンであるブレンドン・ユーリーとともにスタジオ・アルバム『ある独身男の死』に制作を開始し、エンジニアとミキサーを務めたほか一部楽曲に共作者として携わった。アルバムは2016年1月15日に発売され、初週で19万ユニット（アルバム相当単位）を記録し、Billboard 200で初登場1位を獲得した。同年4月1日に発売されたウィーザーのスタジオ・アルバム『ウィーザー（ホワイト・アルバム）』のプロデュースも手がけ、こちらは初週に49,000ユニットを売り上げ、Billboard 200で初登場4位を記録した。この2作品は2017年の第59回グラミー賞では最優秀ロック・アルバム賞にノミネートした。
2015年11月3日、リンジー・ソーントンとのサイド・プロジェクト「アロハハ」としての初の楽曲「Welcome to Your New Life」を発売。
2018年11月、Spotify主催のシークレット・ジーニアス・アワードで最優秀ロック・プロデューサー賞を受賞した。

## 私生活
音楽を演奏することに対して情熱を持つきっかけとなったのはビートルズ。
2018年2月に女優でコメディアンのケイト・ミクーチと結婚し、2020年に第1子となる長男が誕生。

## 作品
| 年   | アーティスト | タイトル | 担当 |
| ---- | --- | --- | --- |
| 2009 | トレイン | Save Me, San Francisco | エンジニア |
| 2009 | ウィーザー | 「アイ・ウォント・ユー・トゥ」 | エンジニア |
| 2009 | プラスティシーヌ                                                                                                | "Barcelona" | 作曲、プロデュース |
| 2010 | ネヴァー・シャウト・ネヴァー                                                                                    | What Is Love? | エンジニア |
| 2010 | ミシカ | Talk About | アシスタント・エンジニア、エンジニア、ギター、ミキシング                                                                                               |
| 2010 | ブッチ・ウォーカー・アンド・ザ・ブラック・ウィンドウズ                                                          | 『ブッチぎり街道まっしぐら!!!!!』 | プロデュース、エンジニア、パーカッション、ボーカル（バックグラウンド）、ベース                                                                         |
| 2010 | ヘイ・マンデー                                                                                                  | "Hangover" | 録音 |
| 2011 | パニック!アット・ザ・ディスコ                                                                                   | 『悪徳と美徳』 | エンジニア |
| 2011 | キャリー・アン・ハースト                                                                                        | "Hell's Bells" | パフォーマー |
| 2011 | ザ・ウォンバッツ                                                                                                | "1996" "Walking Disasters" | エンジニア |
| 2011 | ブッチ・ウォーカー・アンド・ザ・ブラック・ウィンドウズ                                                          | The Spade | バンジョリン、ベース、作曲、ピアノ、ボーカル（バックグラウンド）                                                                                       |
| 2011 | ユーロジーズ | Tear the Fences Down | プロデュース、エンジニア、ミキシング |
| 2011 | ギャヴィン・デグロウ                                                                                            | "Soldier" | ベース、エンジニア |
| 2011 | ウィーザー & ヘイリー・ウィリアムス                                                                             | 「レインボー・コネクション」 | 録音 |
| 2011 | ジン・ウィグモア                                                                                                | "Black Sheep" | エンジニア、作曲、ドラム、ギター（ベース）、オルガン、パーカッション、ピアノ、シンセサイザー、ボーカル（バックグラウンド）、ホイッスル                 |
| 2011 | アヴリル・ラヴィーン                                                                                            | 「アリス」 | エンジニア |
| 2012 | リット | The View from the Bottom | エンジニア |
| 2012 | P!NK | "My Signature Move" | 作曲、エンジニア、ミキシング、プロデューサー、ボーカル（バックグランド）                                                                               |
| 2012 | アヴェット・ブラザーズ                                                                                          | "Down With the Shine" | エンジニア |
| 2012 | テイラー・スウィフト                                                                                            | 「エヴリシング・ハズ・チェンジド」（feat. エド・シーラン） | ベース、エンジニア、ボーカル（バックグラウンド） |
| 2012 | ショベルズ・アンド・ロープ                                                                                      | "Birmingham" | ミキシング |
| 2012 | トレイン | 「ドライブ・バイ」 | エンジニア、プログラミング |
| 2012 | チディ・バン | "Handclaps and Guitars" | 作曲、ボーカル |
| 2013 | パニック!アット・ザ・ディスコ                                                                                   | 『生かしておくには型破り過ぎるが、殺すにはレアすぎる!』 | 作曲（M1, M2）、エンジニア、ミキシング |
| 2013 | フォール・アウト・ボーイ                                                                                        | 「僕の歌は知っている」 | エンジニア、キーボード、パーカッション、プログラミング、ボーカル（バックグラウンド）                                                                   |
| 2013 | ギャヴィン・デグロウ                                                                                            | "I'm Gonna Try" "Heartbreak" | ベース、録音 |
| 2013 | マット・ネイサンソン                                                                                            | Last of the Great Pretenders | プロデュース、ミキシング、ギター、ドラム、プログラミング、ボーカル（バックグラウンド）、ベース、作曲                                                   |
| 2013 | キース・アーバン                                                                                                | "Even the Stars Fall 4 U" "Heart Like Mine" | ベース、プログラミング、キーボード、パーカッション |
| 2013 | ビッグ・B | "Here Comes the Lightning" | 作曲、プロデュース |
| 2013 | ドートリー | "Traitor" | ベース、ギター、キーボード、プログラミング、ドラム、ボーカル（バックグラウンド）、作曲、プロデュース、エンジニア                                       |
| 2013 | ニュー・ポリティックス                                                                                          | "Harlem" | プロデュース、ギター、パーカッション、ベース、ボーカル（バックグラウンド）、シンセサイザー、プログラミング、録音、ミキシング、作曲                     |
| 2014 | MAX | "Streets of Gold" | ベース、作曲、ドラム、エンジニア、キーボード、ミキシング、パーカッション、プロデュース、プログラミング                                                 |
| 2014 | クリスティーナ・ペリー                                                                                          | Head or Heart | エンジニア |
| 2014 | トラヴィー・マッコイ                                                                                            | "Keep on Keeping"（feat. ブレンドン・ユーリー） | エンジニア、ミキシング |
| 2014 | ギャヴィン・デグロウ                                                                                            | Finest Hour: The Best of Gavin DeGraw | ベース、エンジニア、ボーカル（バックグラウンド） |
| 2014 | トレイン | "Cadillac, Cadillac" "Angel in Blue Jeans" "Give It All" "Wonder What You're Doing for the Rest of Your Life" （ft. Marsha Ambrosius） "Son of a Prison Guard" "Just a Memory" | プロデュース、エンジニア、ミュージシャン、アディショナル・プロダクション                                                                               |
| 2014 | ヘンリー・ジャックマン                                                                                          | Big Hero 6 (Original Motion Picture Soundtrack) | ミキシング、アディショナル・プロダクション |
| 2014 | アンドリュー・マクマホン・イン・ザ・ウィルダーネス                                                              | Andrew McMahon in the Wilderness | ミキシング、プログラミング、アディショナル・プロダクション                                                                                             |
| 2014 | ファイヴ・セカンズ・オブ・サマー                                                                                | 「シー・ルックス・ソー・パーフェクト」 | 作曲、プロデュース、ギター、ボーカル（バックグラウンド）                                                                                               |
| 2015 | ニュー・ポリティックス                                                                                          | Vikings | プロデュース/エンジニア（M3 - M5, M7, M10）、ミキシング（M1, M3 - M5, M7, M10, M11）、ボーカル・エンジニア（M2）、作曲（M1 - M5, M7, M10）             |
| 2015 | ハリー・コニック・ジュニア                                                                                      | That Would Be Me | ベース、エンジニア |
| 2015 | アロハハ | Welcome to Your New Life | ボーカル、ギター、ベース、ピアノ |
| 2015 | マット・ネイサンソン                                                                                            | "Headphones"（feat. LOLO） | 作詞作曲、プロデュース、ミキシング |
| 2015 | ホワイト・シー                                                                                                  | "Stay Young, Get Stoned" | プロデュース、ベース、ギター |
| 2015 | ヘイ・ヴァイオレット                                                                                            | I Can Feel It | プロデュース |
| 2015 | フォール・アウト・ボーイ                                                                                        | 『メイク・アメリカ・サイコ・アゲイン』 | 作曲、プロデュース |
| 2015 | フォール・アウト・ボーイ                                                                                        | 『アメリカン・ビューティー/アメリカン・サイコ』 | プロデュース、エンジニア、パーカッション、プログラミング、ボーカル（バックグラウンド）、キーボード、ミキシング（M10）                                  |
| 2015 | LOLO | "Comeback Queen" "Golden Year" | 作詞作曲 |
| 2015 | コートニー・ラブ                                                                                                | "Miss Narcissist" | プロデュース、エンジニア、ギター、ベース |
| 2016 | パニック!アット・ザ・ディスコ                                                                                   | 『ある独身男の死』 | プロデュース、作詞作曲、ボーカル（バックグラウンド）（M1, M3）                                                                                         |
| 2016 | シーア | 『ディス・イズ・アクティング』 | アディショナル・プロダクション、パーカッション、ピアノ、プロデュース、タンバリン                                                                       |
| 2016 | ウィーザー | 『ウィーザー（ホワイト・アルバム）』 | プロデュース、エンジニア、ボーカル（バックグラウンド）                                                                                                 |
| 2017 | ヒュー・ジャックマン、キアラ・セトル、ザック・エフロン、ゼンデイヤ & ザ・グレイテスト・ショーマン・アンサンブル | 「ザ・グレイテスト・ショー」 | プロデュース |
| 2017 | ヒュー・ジャックマン & ザック・エフロン                                                                         | 「ジ・アザー・サイド」 | プロデュース |
| 2018 | パニック!アット・ザ・ディスコ                                                                                   | 『プレイ・フォー・ザ・ウィキッド』 | プロデュース、ボーカル（バックグラウンド）（M1 - M7, M9 - M10）、ベース（M4 - M9）、オルガン（M5 - M6）、ギター（M4）、アコースティック・ギター（M10） |
| 2019 | パニック!アット・ザ・ディスコ                                                                                   | 「イントゥ・ジ・アンノウン（エンドソング）」 | プロデュース |
| 2019 | ウィーザー | 「恋の迷い子（エンドソング）」 | プロデュース |
| 2019 | フォール・アウト・ボーイ                                                                                        | 「ボブ・ディラン」 | プロデュース、エンジニア |
| 2021 | ウィーザー | 『オーケー・ヒューマン』 | プロデュース |
| 2022 | ウィーザー | 『シーズンズ：スプリング』 | プロデュース |
| 2022 | パニック!アット・ザ・ディスコ                                                                                   | 『ヴィヴァ・ラス・ヴェンジャンス』 | プロデュース、ボーカル（バックグラウンド）、ベース、ギター、ピアノ、ハモンドオルガン、シンセサイザー                                                   |
| 2022 | ウィーザー | 『シーズンズ：ウィンター』 | シンセサイザー、ボーカル |
| 2023 | マイリー・サイラス                                                                                              | 『エンドレス・サマー・バケーション』 | ギター |
| 2023 | マイク・ヴァイオラ                                                                                              | 『ポール・マッカーシー』 | ベース |
| 2023 | ケリー・クラークソン                                                                                            | 『Chemistry』 | アディショナル・プロダクション、ベース、ギター、プロデュース                                                                                           |
| 2023 | ジン・ウィグモア                                                                                                | Rattle My Grave | エンジニア、ギター（ベース） |
| 2024 | マイク・ヴァイオラ                                                                                              | 『ロック・オブ・ボストン』 | ベース |